# Kunststof van A tot Z

## A
Acrylonitril-butadieen-styreen - 
Amorf - 
Aramide - 
Acryl

## B
Bakeliet

## C
Carbon - 
Celluloid - 
Cyclohexeenoxide

## D
Dyneema

## E
Eboniet - 
Elastomeer - 
Epoxyhars - 
Extrusie

## G
Glare - 
Glasvezelversterkte kunststof (GVK) 

## H
HDPE (polyetheen) 

## K
Kunsthars - 
Kunststof - 
Kunststofafval - 
Kynar

## L
LDPE (polyetheen) 

## M
Melamine

## N
Nylon - 
Neopreen

## P
Plastic - 
Perspex - 
Plexiglas - 
Polybutyleentereftalaat -
Polycarbonaat - 
Polycondensatielijmen - 
Polyester - 
Polyetheen - 
Polyether - 
Polyetherketon -
Polyethyleentereftalaat (pet) - 
Polyfenyleensulfide -
Polyisobuteen -
Polymerisatie - 
Polymethylmethacrylaat - 
Polyolefinen - 
Polyoxymethyleen -
Polypropeen - 
Polystyreen - 
Polysulfon -
Polyurethaan - 
Polyvinylchloride (pvc)

## S
Silicoon

## T
Teflon - 
Tefzel - 
Thermoharder - 
Thermoplast -
Thermoplastisch elastomeer

## V
Vezelversterkte kunststof

## Z
algemeen · mineralen · brutoformules · lijst van E-nummers · elementen · kunststoffen